# George D. Watkins
George Daniels Watkins (* 28. April 1924 in Evanston, Illinois) ist ein US-amerikanischer Festkörperphysiker.
Watkins studierte Physik am Randolph-Macon College (Bachelor-Abschluss 1943) und an der Harvard University mit dem Master-Abschluss 1947 und der Promotion 1952. Von 1952 bis 1975 forschte er bei General Electric. Während dieser Zeit hatte er auch Teilzeit-Professuren (Adjunct Professor), einmal 1962 bis 1965 am Rensselaer Polytechnic Institute und 1969 bis 1973 an der State University of New York in Albany. Ab 1975 war er Sherman Fairchild Professor für Physik an der Lehigh University, wo er 1996 emeritierte.
Er befasste sich insbesondere mit Defekten in Halbleitern (auch als Folge von Strahlung) und erforschte diese unter anderem mit Magnetresonanz-Techniken (Elektronenspinresonanz (EPR oder ESR), ENDOR).
1966/67 war er Gastwissenschaftler an der Universität Oxford (Clarendon Laboratory) als Fellow der National Science Foundation und 1983/84 am Max-Planck-Institut für Festkörperforschung in Stuttgart als US Senior Scientist der Alexander von Humboldt-Stiftung. 1990/91 war er Gastprofessor an der Universität Lund.
1978 erhielt er den Oliver E. Buckley Condensed Matter Prize. 1988 wurde er Mitglied der National Academy of Sciences. 1999 erhielt er die Silbermedaille der ESR/EPR Society für Physik und Materialwissenschaft.
Er ist seit 1949 verheiratet und hat drei Kinder.